# Ярышевка (Тывровский район)
Я́рышевка (укр. Яришівка) — село на Украине, находится в Тывровском районе Винницкой области.
Код КОАТУУ — 0524587901. Население по переписи 2001 года составляет 1160 человек. Почтовый индекс — 23317. Телефонный код — 4355.
Занимает площадь 1,393 км².

## Адрес местного совета
23317, Винницкая область, Тывровский р-н, с. Ярышевка, Школьная, 1